# URGE
URGE was een online muziekdienst waar iedereen betaald muziek kon kopen, gelanceerd door MTV in samenwerking met Microsoft op 17 mei 2006. In augustus 2007 kondigde MTV aan de dienst stop te zetten.

## Muziek kopen
URGE werkte ongeveer hetzelfde als iTunes. Via het programma Windows Media Player versie 11 kon op een songtitel gezocht worden uit een database van 2 miljoen muzieknummers, waarna er een lijst kwam met overeenkomende namen. Vervolgens kon de gebruiker het gewenste muzieknummer kiezen en afrekenen (bijvoorbeeld via een creditcard). In Nederland was URGE niet beschikbaar.